# Big Time (Angel Olsen)
Big Time è il prossimo sesto album in studio della cantautrice americana Angel Olsen e la sua prima uscita originale dai tempi di All Mirrors (2019). L'uscita dell'album è prevista per il 3 giugno 2022 tramite l'etichetta Jagjaguwar. Prodotto da Olsen e Jonathan Wilson, l'album è stato preceduto dai singoli All the Good Times, Big Time e Through the Fires. Il disco sarà accompagnato da una controparte visiva di 28 minuti, diretta da Kimberly Stuckwisch.

## Tracce
1. "All the Good Times" – 4:31
2. "Big Time" – 4:07
3. Dream Thing – 3:54
4. Ghost On – 4:21
5. All the Flowers – 3:38
6. Right Now – 5:08
7. This Is How It Works – 6:25
8. Go Home – 5:26
9. Through the Fires – 4:36
10. Chasing the Sun – 4:44